# Gabriel Lisette
Gabriel Francisco Lisette född 2 april 1919 i Puerto Bello, Panama, död 3 mars 2001 i Port-de-Lanne, Landes, Frankrike, regeringschef i Tchad från den 14 maj 1957 till den 11 februari 1959.